# Phaidon Press

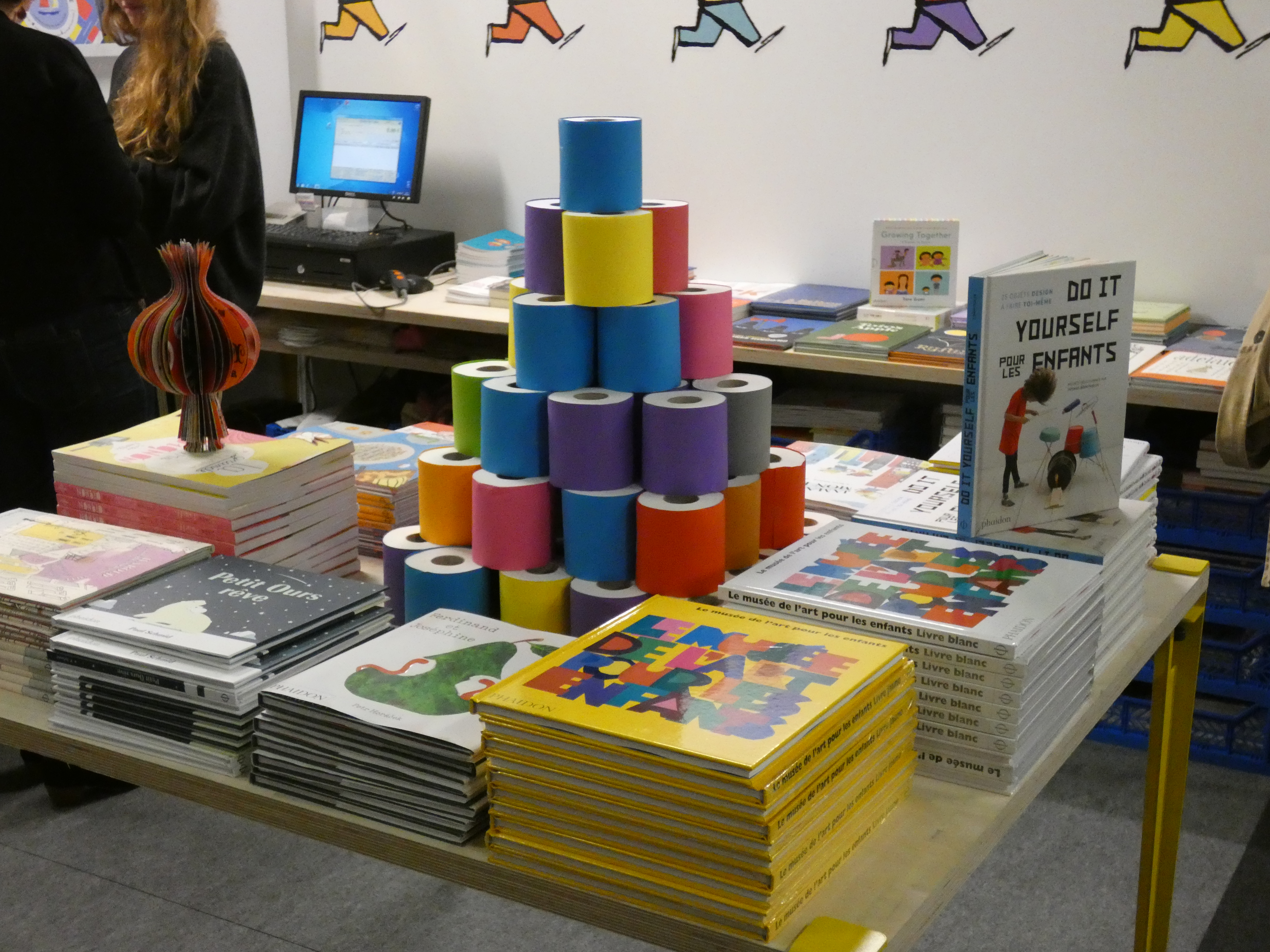
Stand de las ediciones Phaidon en la Feria del Libro y la Prensa Juvenil de Montreuil (2018)

Phaidon Press es una de las editoriales líderes mundiales en la publicación de libros de artes visuales, arquitectura, arte, fotografía y diseño. Sus competidores son grandes editoriales como Taschen, Rizzoli o Thames & Hudson.
La empresa se fundó en Viena en 1923 por Bela Horowiz y Ludwig Goldscheider, con el objetivo fundamental de hacer libros de alta calidad a precios asequibles. Sus primeros títulos no eran libros de arte de gran formato sino libros sobre literatura, arte e historia. Los primeros libros de arte en gran formato, con grandes láminas se publicaron por primera vez en 1936, con láminas de Van Gogh, Botticelli e impresionistas franceses.